# Йювидья, Чалео
Чалео Йювидья (тайск. เฉลียว อยู่วิทยา; 17 августа 1923, Пхетбури — 17 марта 2012, Бангкок) — таиландский предприниматель и инвестор. Известен как создатель напитка «Кратинг Даенг» (тайск. กระทิงแดง) и созданного на его основе марки энергетических напитков Red Bull. На момент его смерти в 2012 году занимал третье место среди самых богатых людей Таиланда, имея состояние, которое оценивалось в 5 млрд долларов США.

## Биография
Сведения о ранних годах жизни Чалео Йювидья противоречивы. По наиболее распространённой версии, он родился в центральной части Сиама между 1922 и 1932 годом в бедной тайско-китайской семье. Его родители выращивали уток и торговали фруктами в Пхичите. Отец происходил из Китая, эмигрировал из провинции Хайнань.
Не получив школьного образования, Чалео Йювидья начал работать вместе с родителями, затем переехал в Бангкок. Он стал продавать антибиотики, а в начале 1960-х основал собственную фармацевтическую компанию TC Pharmaceuticals. Некоторое время спустя, после, по его собственным словам, «божественного вдохновения», Йювидья разработал энергетический напиток «Кратинг Даенг», который вышел на рынок в 1976 году. На эмблеме продукта были изображены два больших красных быка, атакующие друг друга. Изображался не домашний скот, а дикий гаур, известный в Юго-Восточной Азии под названием на тайском языке как кратинг (тайск. กระทิง).
Австрийский предприниматель Дитрих Матешиц, работавший на немецкую компанию Blendax, узнал о напитке в начале 1980-х годов. Он обнаружил, что Krating Daeng позволяет избавиться от джетлага, и в 1984 году заключил партнёрское соглашение с Йювидьей, чтобы начать продажи в Европе. В 1987 году экспортный вариант под маркой Red Bull поступил на рынок. Йювидья в партнёрстве предоставлял оригинальный рецепт напитка, а Матешиц адаптировал её ко вкусам европейцев и занимался маркетингом. Каждый вложил в дело по 500 000 долларов США, получив по 49 % франшизы, оставшиеся 2 процента были переданы Чалерму Йювидье, сыну Чалео Йювидьи. Помимо этой марки, Чалео Йювидья оставался владельцем TC Pharmaceuticals, выпускавшей и другие энергетические напитки, а также был совладельцем частной больницы Пияват.
Семья Йювидья также владеет эксклюзивными правами на импорт в Таиланд автомобилей компании Ferrari.
17 марта 2012 года Чалео Йювидья скончался в Бангкоке от естественных причин.